# Chmielowice (Sainte-Croix)
Pour les articles homonymes, voir Chmielowice.
Chmielowice est une localité polonaise de la gmina de Morawica, située dans le powiat de Kielce en voïvodie de Sainte-Croix.